# Mati Lember
Mati Lember (* 21. Juli 1985 in Tallinn) ist ein ehemaliger estnischer Fußballspieler.
Er spielte für mehrere Vereine in der estnischen Meistriliiga. Im Jahr 2010 wechselte in die dritte estnische Liga, wo er seine Karriere Ende 2016 beendete. Für die Nationalmannschaft Estlands bestritt er zwei Einsätze.